# Решад Куновац
Решад Куновац (Фоча, 24. август 1953) је бивши југословенски фудбалер, а данас фудбалски тренер.

## Биографија
Каријеру је почео у Сутјесци из Фоче, а афирмацију стекао у ужичкој Слободи. Члан Партизана је постао 1975/76, и у наредних шест сезона одиграо је стотину првенствених утакмица за "црно-беле". Са Партизаном је освојио две титуле првака Југославије (1975/76, 1977/78), као и Средњоевропски куп, 1978. године. Осим Партизана, играо је и у крушевачком Напретку, а боравио је и у САД играјући за Мемфис и Балтимор.
После играчке каријере, отиснуо се у тренерске воде, а осим тренирања млађих категорија у ФСЈ, био је асистент некадашњем клупском другу из Слободе и Партизана, Радомиру Антићу, у Барселони и репрезентацији Србије током квалификација и боравка на СП у Јужној Африци од 2008. до 2010. године.